# Neozeleboria cryptoides
Neozeleboria cryptoides  (лат.) — вид ос рода Neozeleboria из семейства Tiphiidae (Thynninae). Эндемики Австралии: Новый Южный Уэльс, Виктория, Южная Австралия.

## Описание
Характерен половой диморфизм: масса крылатых самцов около 16 мг (длина тела 9-12 мм; ширина головы 2 мм), самки бескрылые и значительно меньше, весят около 4 мг (длина тела около 6 мм, ширина головы 1 мм). Окраска от желтовато-оранжевой до буровато-чёрной. 
В результате псевдокопуляции самцы участвуют в опылении цветков орхидей Chiloglottis trapeziformis (подсемейство Орхидные), которые по своей форме и запаху напоминают самок этого ос.
Орхидеи вырабатывают сходный с половым феромоном самок ос вещество 2-этил-5-пропилциклогексан-1,3-дион (по имени орхидеи названное Chiloglottones 1–6), которое привлекает самцов сильнее, чем их естественные партнёрши.